# NGC 4702
NGC 4702 este o emission-line galaxy⁠(d) situată în constelația Părul Berenicei. A fost descoperită în  de către .